# Erkan Zengin
Erkan Zengin (ur. 5 sierpnia 1985 w Kulu) – szwedzki piłkarz pochodzenia tureckiego występujący na pozycji pomocnika w tureckim klubie Adana Demirspor. Zengin występował w młodzieżowych reprezentacjach Turcji, zanim zdecydował się reprezentować barwy Szwecji.

## Kariera klubowa
Erkan zawodową karierę rozpoczynał w sezonie 2004 w pierwszoligowym Hammarby IF. W pierwszej lidze szwedzkiej zadebiutował 6 kwietnia 2004 w bezbramkowo zremisowanym meczu z Malmö FF. Było to jednak jedyne spotkanie rozegrane przez niego w debiutanckim sezonie. Od początku sezonu 2005 był podstawowym graczem Hammarby. 13 sierpnia 2005 w wygranym 6:2 pojedynku z klubem Helsingborgs IF Erkan strzelił pierwszego gola w trakcie gry w ekstraklasie. W 2006 roku zajął z klubem 3. miejsce w lidze i awansował z nim do Pucharu Intertoto. Jego klub został jednym ze zwycięzców tych rozgrywek i awansował do Pucharu UEFA. Zakończył go jednak na pierwszej rundzie po porażce w dwumeczu z SC Braga.
W styczniu 2009 Erkan został wypożyczony na rok do tureckiego Beşiktaşu JK, a następnie sprzedany do tego klubu. W tureckiej ekstraklasie pierwszy występ zanotował 15 lutego 2009 w zremisowanym 1:1 spotkaniu z Trabzonsporem. W sezonie 2008/2009 w zdobył z klubem mistrzostwo Turcji i Puchar Turcji.
W 2010 roku Erkan został wypożyczony do Eskişehirsporu. W 2015 przeszedł do Trabzonsporu. W 2016 roku wrócił do Eskişehirsporu. W 2018 przeszedł do Hammarby IF.

## Kariera reprezentacyjna
Erkan rozegrał kilka spotkań w reprezentacji Turcji U-18. Później zmienił kadrę narodową i był graczem reprezentacji Szwecji U-21. W styczniu 2009 ogłosił jednak chęć gry w seniorskiej kadrze Turcji. Później ponownie zmienił decyzję. W reprezentacji Szwecji zadebiutował 26 marca 2013 w zremisowanym 0:0 meczu ze Słowacją.